# شهر دربالا
شهر دربالا یک روستا در ایران است که در استان سیستان و بلوچستان واقع شده‌است. شهر دربالا ۴۳۷ نفر جمعیت دارد.